# 杜皮乡
杜皮乡，是中华人民共和国湖北省黄冈市团风县下辖的一个乡镇级行政单位。

## 行政区划
杜皮乡下辖以下地区：
杜皮咀村、罗家新屋村、林家山村、汪家畈村、孙家冲村、罗家山村、洪家岗村、将军山村、李家大湾村、於杨岗村、叶家冲村、苏家墩村、杨林湾村、三庙河村、魏家冲村、船石冲村、东岳村、油榨湾村和横河村。